# 野口晴利
野口 晴利（のぐち はるとし、1941年1月31日 - 2019年4月13日）は、日本の経済学者。帝塚山大学名誉教授。東京市日本橋区出身。

## 略歴
1964年に立教大学社会学部を卒業後、1968年に大阪大学大学院経済学研究科修士課程を修了する。その後、1974年に帝塚山大学教養学部講師から心理福祉学部教授、人間環境科学部研究所所長等を経て、帝塚山大学名誉教授。
2019年4月13日、肺炎のため死去。

## 講師歴
- 奈良大学講師

## 著書
- はじめての経済学 2002年2月15日発行